# New Order
New Order je engleski elektronički glazbeni sastav koji su 1980. osnovali Bernard Sumner (vokali, gitara, sintesajzer), Peter Hook (bass, pomoćni vokal, elektronski bubnjevi) i Stephen Morris (bubnjevi, sintesajzer). New Order osnovan je nakon samoubojstva Iana Curtisa i raspada grupe Joy Division. Uskoro im se pridružila Gillian Gilbert kao klavijaturistica.
New Order je započeo svoju karijeru kao post-punk sastav, razvijajući zvuk koji su stvorili u Joy Divisionu. 
Godine 1982. dolaze u doticaj s Newyorškom klupskom scenom i njen utjecaj ostavlja dramatičan trag u njihovom zvuku.
Sastav počinje sve više uključivati elektronsku glazbu u svoj zvuk, što na kraju kulminira pjesmom Blue Monday.
Ovaj veliki hit iz 1983., je ujedno i najprodavaniji 12" singl svih vremena, a uspješno je spojio post-punk, elektronsku i plesnu glazbu u jedinstvenu kombinaciju te time zacementirao status sastava kao jedne od najznačajnijih alternativnih glazbenih atrakcija 80-tih godina. 
New Order je vrlo brzo postao perjanica izdavačke kuće Factory Records koja je pružala sastavu potpunu kreativnu kontrolu nad svojim opusom i djelovanjem. Minimalistički omoti albuma, neuključivanje hit singlova na albume, odbijanje kontakta s medijima i kratki, nepredvidljivi koncerti pomogli su u stvaranju kultnog statusa sastava. New Order je danas hvaljen od kritike i obožavatelja kao jedan od najvećih alternativnih sastava zadnjih 30 godina. Njihov utjecaj možete čuti u mnogim današnjim alternativnim i neovisnim sastavima.
New Order ima u zadnjih 20 godina turbulentnu povijest postojanja.
Članovi sastava su zamrznuli svoje djelovanje u New Orderu od 1993. do 1998. i tokom tog vremena su se posvetili vlastitim projektima. 
Godine 1998. ponovno se okupljaju i 2001. izbacuju album Get Ready, koji biva hvaljen od publike i kritike. Sastav doživljava i promjenu postave, te se iz njega 2005. povlači Gillian Gilbert i na njeno mjesto dolazi Phil Cunningham (gitara, sintesajzer).
Sukobi između pojedinih članova sastava, prvenstveno Sumnera i Hooka, 2007. kulminiraju raspadom New Ordera. Članovi se ponovno posvećuju vlastitim projektima, ali krajem 2011. Sumner, Morris i Gilbert ponovno aktiviraju sastav i u njega uključuju Philla Cunninghama i Toma Chapmana (basist).

### Početci
Između 1977. i 1980. Ian Curtis, Peter Hook, Stephen Morris i Bernard Sumner bili su članovi post-punk sastava Joy Division. Vokalist i tekstopisac sastava, Ian Curtis, počinio je samoubojstvo 18. svibnja 1980., dan prije nego što je sastav trebao krenuti na turneju po Americi i prije nego što je izašao njihovi drugi album, Closer. Ostatak sastava ubrzo je nakon Curtisove smrti odlučio da će se nastaviti i dalje baviti glazbom.
Članovi Joy Divisiona već su se prije Curtisove smrti dogovorili da u slučaju ako netko od njih četvorice napusti sastav da Joy Division prestaje postojati, tj sastav mora promijeniti ime. Robu Grettonu, dugogodišnjem menadžeru sastava, pripisuje se ideja za odabir imena New Order. Gretton je na ideju došao nakon članka u novinama The Guardian s naslovom "The People's New Order of Kampuchea". Članovi sastava su prihvatili ime unatoč tome što ga je već koristio bivši član sastava The Stooges, Ron Asheton,  za svoj novi sastav, The New Order.
Već 30. srpnja 1980., tada još uvijek bezimeni, trio je imao svoj prvi nastup u Manchesterovom Beach Clubu-u. Prvi koncert sastava sastojao se od instrumentala jer još uvijek nitko nije preuzeo dužnosti vokala.
Sljedećih mjeseci članovi sastava su se izmjenjivali na mjestu vokala. Na kraju je Sumner postao vokal jer njegov instrument, gitaru, je lakše svirati tokom pjevanja. Želeći popuniti sastav s nekim tko je dobro upoznat s njihovom glazbom i ima slične sposobnosti, New Order je pozvao Morrisovu djevojku, Gillian Gilbert iz Macclesfielda, da im se pridruži početkom listopada 1980., kao klavijaturistica i gitaristica. Ona je već prije svirala s Joy Divisionom u više navrata, uskačući kao gitaristica, kada bi Ian Curtis imao epileptične napadaje. Ideju da se sastavu pridruži Gilbertica došla je od Grettona. Sastav je tako prvi put u punom sastavu nastupio 25. listopada 1980.
Prvi objavljeni singl New Ordera bila je pjesma "Ceremony", a B strana singla bila je "In a Lonely Place". Obje pjesme su napisane dok je još postojao Joy Division, u tjednima prije smrti Curtisa. U studenom 1981. objavljen je album Movement, nastao pod producentskom palicom Martina Hannetta. New Order je tada još uvijek zvučio slično svojoj prethodnoj inkarnaciji, do te mjere da se Movement ponekad smatra trećim albumom Joy Divisiona. Unatoč sličnostima s zvukom Joy Divisiona, sastav je polako razvijao svoj zvuk i već se mogla primijetiti sve veća prisutnost elektronskih instrumenata. Trend uvođenja elektronike nije bio ništa iznenađujuće jer su članovi Joy Divisiona i New Ordera bili veliki ljubitelji Kraftwerka. Sastav nije bio zadovoljan albumom Movement i njegovim zvukom jer su bili pod velikim pritiskom producenta Martina Hannetta. Još uvijek su se oporavljali od šoka zbog Curtisove smrti i sastav na stvaranje ovog albuma gleda kao na najnižu točku svoje karijere. Peter Hook je izjavio da je jedino pozitivno iskustva sa snimanja tog albuma to što im je Hannett pokazao kako se koristi mikseta. Sastav je nedugo nakon toga raskinuo suradnju s Hannetom i počeo sam producirati svoje albume i singlove.
Veliki utjecaj na zvuk New Ordera ostavili su posjeti New Yorku gdje su članovi sastava posjećivali klubove i pritom otkrili post-disco, elektro i hip-hop glazbu. Uskoro su i sami počeli slušati italo disco kako bi se oraspoložili, a Morrison je počeo učiti programiranje elektroničkih bubnjeva. Posljednji singl koji je producirao Hannett, Everything's Gone Green iz prosinca 1981., navijestio je promjenu u njihovom zvuku. Singl Temptation iz svibnja 1982. jasno je pokazao kako sastav kreće u smjere u synthpopa i plesne glazbe.
New Order i Factory Records otvaraju zajedno 1982. superklub The Haçienda. Klub je bio inspiriran onime što su Tony Wilson i članovi sastava vidjeli u New Yorku, te su htjeli prenesti to u Manchester. Otvaranje kluba bilo je popračenom 23 minute dugim instrumentalom nazvanim "Prime 5 8 6". Instrumental su uglavnom skladali Sumner i Morris, a on je već jasno pokazivao budućnost prema kojoj će New Order krenuti. Mnogi ritamski elementi iz "Prime 5 8 6" mogli su se kasnije čuti u pjesmama Blue Monday i Ultraviolence.

### Power, Corruption & Lies
Godine 1983. New Order objavljuje album Power, Corruption & Lies. Novi album donio je veliku promjenu u zvuku sastava većom zastupljenošću elektroničkih instrumenata. Sam album je evolucija ideja i zvuka koji se pojavio u pjesama "Temptation", "Everything's Gone Green" i "Prime 5 8 6". S novim, plesnijim elektro zvukom, New Order se odmaknuo od naslijeđa Joy Divisiona i transformirao se iz čistog post-punk sastava u jedinstvenu mješavinu alternativnog rocka i dance glazbe. Utjecaji Newyorške klupske scene, electro zvuka i glazbenika poput Giorgia Morodera i Kraftwerka bili su više nego očiti.
Dva mjeseca prije objavljivanja albuma, New Order je objavio legendarni singl Blue Monday. Blue Monday je bio inspiriran Sylvesteraovom pjesmom You Make Me Feel (Mighty Real), koristio je sample iz Kraftwerkove pjesme "Uranium" i prepoznatljivi ritamski riff iz "Our Love" pjevačice Donne Summer. Sa svojim jedinstvenim, minimalističkim omotom i prepoznatljivim zvukom postao je najprodavaniji 12" singl svih vremena u Velikoj Britaniji. Unatoč uspjehu Blue Mondaya pjesma se nije nalazila na albumu "Power, Corruption & Lies", već je na njega, nakon razočaranih reakcija kupaca, stavljena naljepnica s upozorenjem "Ne sadrži Blue Monday".
Nakon uspjeha Blue Mondaya uslijedio je singl "Confusion", objavljen u kolovozu 1983. Single je snimljen u New Yorku i produciran je u suradnji s Arthurom Bakerom. Confusion nije bio uspješan kao Blue Monday, ali je bio revolucionaran zbog fuzije rocka, electro i hip-hop glazbe. Sljedeći singl po redu bila je synthpop balada "Thieves Like Us" (1984.), nakon čega je uslijedio "Murder" koji je sa svojim tvrđim zvukom više podsjećao na zvuk New Ordera iz perioda albuma Movement.

### Low Life, Brotherhood i Substance
Nakon od kritike i slušatelja hvaljenog albuma „Power, Corruption & Lies“, New Order je 1985. objavio sljedeći studijski album; "Low Life". "Low Life" je nastavio uspješnu formulu prethodnika, miješajući gitare i sintesajzere, te tako stvarajući jedinstvenu nišu alternativnog rocka. Mnogi kritičari i ljubitelji New Ordera album "Low Life" smatraju najzaokruženijim djelom, bez slabih pjesama, uz rame s hvaljenim albumom „Technique“ iz 1989. Udarni singlovi s albuma bili su „The Perfect Kiss“, koji je objavljen 1985. godine, i "Sub-Culture. Albumska verzija pjesme "The Perfect Kiss" trajala je 4 minute i 48 sekundi, dok je u formatu 12“ LP singla trajala 8 minuta i 46 sekundi. Drugi singl, "Sub-Culture", objavljen u studenom 1985. godine.
Sljedeće godine, 1986., New Order sudjeluje u zvučnom zapisu filma "Pretty In Pink" s pjesmama "Shellshock", "Thieves Like Us" (instrumentalnom) i instrumentalom "Elegia". Te iste godine New Order sudjeluje na "Festival Of The Tenth Summer" u Manchesteru. Na tom festivalu, povodom 10. obljetnice prvog nastupa Sex Pistolsa u gradu, New Order predvodi festival kao najznačajniji sastav, zajedno s drugim popularnim Manchesterskim sastavima kao što su The Smiths, The Fall i A Certain Ratio.
Album "Brotherhood" iz 1986. razbija dotadašnji koncept New Orderovih albuma i jasno se dijeli na synthpop i rock dio. Ovaj album smatra se njihovim najlošijim album iz 80ih godina, ali unatoč tome iznjedrio je neke od najboljih i najpoznatijih hitova. S albuma je objavljena "Bizarre Love Triangle" u rujnu 1986. kao singl i unatoč tome što se nije popela visoko na top ljestvice s vremenom je postala jedna od najpoznatijih i najvoljenijih Neworderovih pjesama. S albuma "Brotherhood" valja još izdvojiti i pjesmu "Every Little Counts", kao nasljednika pjesme "Your Silent Face" s albuma "Power, Corruption & Lies".
Sastav se tokom 1986. i 1987. otisnuo na opsežnu svjetsku turneju, velikim dijelom potaknuti zbog financijskih problema nastalih zbog nerentabilnosti superkluba "The Haçienda", u kojem su bili suvlasnici. Tokom turneje objavljuje se kompilacija dotašnjih singlova nazvana "Substance". Ovaj kompilacijski album važan je jer su na njemu po prvi put objedinjeni svi raniji singlovi, od kojih se mnogi nisu mogli naći na dotašnjim albumima.  Na kompilaciji su se našle i nove verzije singlova "Temptation" i "Confusion", kasnije poznatih i pod nazivom "Temptation 1987" i "Confusion 1987", te nove, tada još neobjavljene pjesme "True Faith" i "1963". Pjesma "True Faith" objavljena je samo mjesec dana ranije (u srpnju 1987.) kao singl i postala je hit s obje strane Atlantika. Njenom kultnom statusu dopridonjeo je jedinstveni prateći glazbeni video.

### Technique, Republic i prvi raspad sastava
New Order u veljači 1989. objavljuje svoj peti po redu album Technique. Album se smatra njihovim najboljim uratkom, a zasjevši na prvo mjesto top ljestvica u Velikoj Britaniji, i do tada najuspješnijim. Zvuk albuma je inspiriran house glazbom, koja je krajem 80ih postala popularna u Manchesteru i na španjolskom otoku Ibizi, gdje je sastav snimio dio materijala. Uvodna pjesma i hit singl "Fine Time" jasan je odraz novog house zvuka, a pjesme poput "Run 2" evolucija su alternativnog rocka s albuma "Brotherhood". Pjesme na albumu su brze, lako slušljive, poneke i vesele, dok su tekstovi direktni i dirljivi. Radi promocije albuma sastav je 1989. krenuo na turneju po Sjevernoj Americi zajedno s grupama "Public Image Ltd", "Throwing Muses" i "The Sugarcubes". Glazbeni mediji ovu su turneju prozvali "Monsters of Alternative Rock Tour".
Sljedeće godine New Order snima službenu himnu Engleske nogometne reprezantacije za Svjetsko prvenstvo u nogometu 1990. godine pod imenom EnglandNewOrder. Pjesma "World In Motion" napisana je u suradnji s komičarem Keithom Allenom i postala je prvi i jedini singl New Ordera koji je zasjeo na vrh top ljestvica.
U periodu između albuma "Technique" i "Republic" članovi sastava posvetili su se svojim vlastitim projektima. Bernard Sumner osniva synthpop grupu "Electronic" s kojom postiže zapaženi uspjeh, Peter Hook sastav "Revenge", a Stephen Morris i Gillian Gilbert djeluju zajedno pod pomalo ironičnim imenom "The Other Two". Oslabljenju koheziju sastava dodatno su narušili financijski problemi u kojima se našla njihova matična izdavačka kuća "Factory Records" i problemi sa superklubom " The Haçienda".
Godine 1992. "Factory Records" proglašava bankrot i nju kupuje "London Records". Zbog svog neuobičajenog načina poslovanja Factory Records nikada nije potpisala formalan ugovor s New Orderom tako da je sastav ostao vlasnik svog materijala i izdavačkih prava na njega. Nakon propasti Factory Recordsa, New Order se prebacio u London Records.
Album "Republic" objavljen je 1993. za London Records. Album je iznjedrio singlove "Regret", njihov do tada najveći hit u Sjedinjenim Državama, "Ruined In A Day", "World" i "Spooky". Zvuk na albumu predstavio je odmak od alternativnog rocka i više je sličio zvuku grupe Electronic Bernarda Sumnera, koji je do tada već nametnuo kao neformalni glazbeni direktor sastava. New Order je promovirao album kratkom turnejom koja je završila u kolovozu 1993. godine. Promjene u glazbenom stilu, netrepeljivost među članovima sastava i Sumnerovo protivljenje turneji po Sjevernoj Americi dovele su do toga da je New Order 1993. godine objavio prestanak djelovanja. Očuvanju sastava nije pomogla ni činjenica da je album Republic bio komercijalno veoma uspješan.

### Get Ready, Waiting for the Sirens' Call i Singles
Njihov sljedeći album, Get Ready, iz 2001. je napravio odmak od elektronske glazbe i fokusirao se više na gitare. Singlovi s tog albuma bili su Crystal, 60 Miles an Hour i Someone Like You.
New Order je od strane časopisa Q proglašen 2002. kao jedan od 50 sastava koje treba vidjeti prije smrti. New Order i Joy Division bili su dio filma 24 Hour Party People, u kojem se prikazao uspon i pad Factory Recordsa gledan očima njenog osnivača Tonyja Wilsona.
Sljedeći novi album New Ordera je bio Waiting for the Sirens' Call iz 2005. godine. To je bio i prvi album na kojem je svirao novi član grupe, Phill Cunningham, koji je zamijenio Gilian Gilbert. Gilbert je napustila sastav zbog obiteljskih obaveza. 
Singlovi s ovog albuma su bili Krafty, Jetstream i Waiting for the Sirens' Call. Hook je izjavio da je sastav u studiju snimio dovoljno materijala za još jedan album u bližoj budućnosti, samo to još nije materijalizirao. New Order i Joy Division su 2005. godine dobili nagradu od časopisa NME za životno djelo. 
U jesen 2005. sastav je izdao još jednu kompilaciju najvećih hitova pod nazivom Singles. Izdanje na dva CD-a je osvježena verzija "Substancea" i sadrži sve i je dan singl od njihovog debija 1981. do albuma "Waitinf for the Sirens Call". Kompilacija "Singles" se razlikuje od "Substancea" što je orijentirana prema 7" verzijama pjesama, dok je Substance imao 12" verzije. Kompilacija je popraćena i setom od dva DVD-a pod nazivom "Item", koji sadrži produženu verziju NewOrderStory, sa svim glazbenim spotovima.
The New Order: Live in Glasgow DVD je snimljen 2006. u Glasgow Academy i sadrži 18 pjesama od čega su 4 od Joy Divisiona. DVD sadrži i snimke iz privatnih arhiva sastava, uključujći one iz 80ih snimljenih u Glastonburyju, Rimu, Corku, Rotterdamu i Torontu.

### Raspad New Ordera
Nagađanja o raspadu sastava počela su pojavljivati još 2006. godine nakon kraće turneje po Južnoj Americi. Glasine je opovrgnuo Stephen Morris koji je rekao da sastav radi na novom albumu, kao i na pripremama filma Control, biografskog filma o Ianu Curtisu.
Peter Hook je u nekoliko navrata potvrdio da se sastav raspao. Posebnu težinu je imala njegova izjava iz 2008. kada je rekao da se New Order raspao, ali da Sumner i Morris odbijaju tu činjenicu i žele nastaviti i dalje raditi pod tim imenom. Hook je izjavio da više neće raditi sa Sumnerom i Morrisom. 
Nakon trzavica i više intervjua, Sumner je 2009. izjavio za časopis Mojo da New Order više ne postoji i da je počeo raditi s ostalim članovima na novom projektu, Bad Lieutenant.

### Ponovno okupljanje
New Order se ponovno okupio krajem 2011. u sastavu Sumner, Morris, Gilber, ali bez basista Petera Hooka kojeg je zamijenio Phil Cunningham. Nakon nekoliko uspješno odrađenih nastupa New Order je krenuo na turneju, a između ostalog trebali bi nastupati na otvorenju Olimpijskih igara 2012. u Londonu.
New Order je 29. lipnja 2012. nastupio na InMusic festivalu u Zagrebu pred 15 tisuća ljudi.

### Diskografija

##### Studijsku albumi
- Movement (1981.)
- Power, Corruption & Lies (1983.)
- Low Life (1985.)
- Brotherhood (1986.)
- Techique (1989.)
- Republic (1993.)
- Get Ready (2001.)
- Waiting fot the Sirens' Call (2005.)
- Lost Sirens (2013.)
- Music Complete (2015.)

##### Kompilacije
- Substance (1987.)
- (the best of) New Order (1994.)
- (the rest of) New Order (1995.)
- International (2002.)
- Retro (2002.)
- Singles (2005.)
- iTunes Originals - New Order (2007.)

##### Koncertni albumi
- The John Peel Sessions (1990.)
- BBC Radion 1 Live in Concert (1992.)
- In Session (2004.)